# Druido

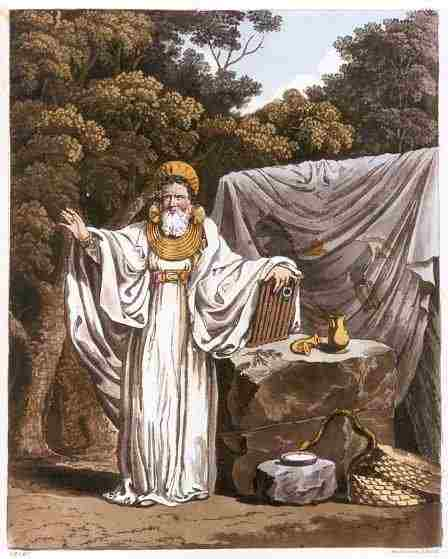
Un druido nei suoi abiti cerimoniali in un disegno del 1815

Il druida o druido (pl. druidi; nei testi classici non è attestato il singolare e compaiono solo i plurali greco druidai e latini druidae e druides) è il dignitario appartenente a una classe dirigente sacerdotale, al quale competevano, tra i Celti della Gallia e delle isole Britanniche, l'adempimento di riti di culto comprendenti anche il sacrificio umano, l'interpretazione degli auspici, la conservazione e la trasmissione del sapere tradizionale, la presidenza delle assemblee religiose, l'arbitrato nelle controversie tra tribù e l'amministrazione della giustizia civile e criminale (in particolare nei casi di assassinio).

## Fonti
Le nostre conoscenze sui druidi si fondano su una documentazione quantomai complessa e a volte contraddittoria, composta, da un lato, da testimonianze archeologiche, iconografiche ed epigrafiche (utili solo ad inquadrare i druidi nella loro cornice culturale) e, dall'altro, da fonti letterarie, distinguibili in questo caso in testi classici e fonti in lingue celtiche (antico irlandese e gallese). È doveroso però sottolineare come le informazioni fornite dai geografi e dagli storici greci e latini, nonostante il loro carattere frammentario e a volte idealizzante, siano giudicate più degne di fede delle antiche fonti letterarie irlandesi e gallesi, in cui la figura dei druidi riveste un ruolo marginale ed è investita di poteri magici. A sua volta, tra le fonti classiche, la testimonianza di Giulio Cesare è sicuramente la più ampia e la più organica, ma non va dimenticato che "Cesare non si interessava dell'etnografia gallica come tale" e che i brani etnografici contenuti nel libro VI del suo De bello Gallico sono piegati a convenzioni letterarie e, soprattutto, a finalità politiche. Non poca ambiguità è ingenerata poi nei testi classici dall'utilizzo del termine greco Γαλάται (Galati), che in senso stretto definiva le popolazioni celtiche emigrate nel III secolo a.C. in Asia Minore, ma di cui spesso gli autori si servivano in alternativa all'etnonimo Galli: di incerta interpretazione risulta pertanto la notizia riportata da Diogene Laerzio circa l'esistenza dei druidi sia tra i Κελτοί (Keltoi) sia tra i Γαλάται (Galatai), poiché, tradotto alla lettera, il passo consentirebbe di ipotizzare una più estesa presenza dei druidi nel mondo celtico o quantomeno tra i Galati della penisola anatolica. Nonostante le attestazioni letterarie siano dunque a tal punto parziali da non consentirci neppure di delineare con certezza l'area di diffusione del sacerdozio druidico e benché le fonti archeologiche ed epigrafiche risultino di carattere puramente sussidiario, non si può non rilevare come queste testimonianze abbiano fornito nel corso dei secoli ampia materia a eruditi, poeti e artisti per ogni genere di speculazione, mistificazione e fantasticheria.

### Le testimonianze archeologiche
Benché sia sempre particolarmente arduo stabilire una correlazione tra un reperto materiale e un rituale religioso, è indubbio che non pochi rinvenimenti archeologici concorrono perlomeno a corroborare la veridicità delle fonti scritte in relazione al carattere particolarmente cruento dei rituali druidici. Sono stati portati alla luce infatti, tanto in Provenza, quanto nella Germania meridionale, dei sacelli decorati da nicchie con, incastrati all'interno, interi corpi umani o, più spesso, teschi recisi. Parimenti il rinvenimento in varie località francesi, tedesche ed inglesi, di teste recise precipitate all'interno di pozzi e calderoni votivi sembrerebbe confermare il rituale sacrificale dei druidi al dio celtico Teutates/Toutatis, cui fanno riferimento tanto le fonti scritte (in questo caso gli scoli, cioè le glosse a commento, del testo di Lucano), quanto, forse, le raffigurazioni del calderone di Gundestrup. Dei resti umani figuravano tra i trofei d'armi con cui erano ornate le pareti del santuario celtico di Gournay-sur-Aronde in cui gli archeologi hanno portato alla luce più di 300 armature complete.

### Le testimonianze iconografiche ed epigrafiche
Va precisato preliminarmente che, poiché il termine di "druido" non ricorre in nessuna delle iscrizioni dedicatorie di età romana dalle quali evinciamo i nomi di ben 374 divinità celtiche, ogni correlazione tra questi sacerdoti e una qualsivoglia raffigurazione o immagine sacra si riduce ad una semplice ipotesi. Anche in questo caso, tuttavia, quantomeno a conferma del ruolo e del rilievo attribuiti dagli autori classici al sacerdozio druidico, qualche elemento di prova può essere desunto per confronto con la dignità, epigraficamente ben attestata, che gli subentrò e che divenne il simbolo dell'unità religiosa della Gallia sotto l'egida del culto imperiale romano: la prestigiosissima carica di "sacerdos Romae et Augusti ad aram quae est ad conflentes Araris et Rhodani" (o semplicemente "ad confluentem") con cui il potere romano sembra avere inteso compensare i notabili gallici della soppressione del druidismo. A tale "Sacerdote di Roma e di Augusto presso l'altare sito alla confluenza della Saona e del Rodano" spettava infatti la presidenza del Concilio delle Tre Gallie ("concilium Trium Galliarum"), ossia di un'assemblea che, rievocando le antiche adunanze della Gallia indipendente, si riuniva il 1º agosto, giorno sacro al dio Lúg, a Lugdunum, l'attuale Lione, presso l'altare che sorgeva nel Santuario delle Tre Gallie alla confluenza di Rodano e Saona (lat. Arar). Fu dunque a partire dal 12 a.C. che la festa di Roma e di Augusto si sostituì nelle Gallie alla festa celtica nota in gaelico col nome di Lughnasadh.

### I testi greci e latini
Di diverso valore e grado di faziosità, le testimonianze letterarie classiche relative ai druidi possono essere distinte in due gruppi di testi: troviamo infatti, da un lato, un filone di riferimenti storico-etnografici riconducibili all'opera del filosofo stoico Posidonio di Apamea (135-50 a.C.) e, dall'altro, una serie di scritti ascrivibili alla tradizione scolastica alessandrina di I secolo d.C. Mentre in questi ultimi la figura dei druidi viene ampiamente idealizzata e identificata con quella di filosofi pitagorici credenti nella metempsicosi, è dalla tradizione risalente a Posidonio che possiamo ricavare la maggior parte delle informazioni afferenti alle usanze di questi sacerdoti. Dal filosofo stoico, il quale dedicò il XXIII dei 52 libri delle sue "Storie" ai Celti e alle loro tradizioni, dipendono infatti in larga misura le notizie sui druidi contenute nelle opere di Strabone (63 a.C. -21 d.C.), di Diodoro Siculo (60-30 a.C.) e, in parte, dello stesso Giulio Cesare; così come è al filone di studi posidoniani che vanno collegate le tradizioni tramandate da Timagene (I sec. a.C.) e riprese dallo storico del IV secolo d.C. Ammiano Marcellino, nonché le informazioni cui attinse il geografo Pomponio Mela (I sec. d.C.), il passo in cui Plinio il Vecchio (23-79 d.C.) parla di magia druidica e, infine, i riferimenti ai druidi contenuti negli Annali di Tacito (56-120 d.C.). Al contrario, la visione idealizzata del druida-filosofo cara alla tradizione scolastica di Alessandria d'Egitto e trasmessa attraverso gli scritti di Dione Crisostomo (40-120 ca. d.C.) e di Diogene Laerzio (180-240 d.C.) ai primi Padri della Chiesa (Clemente Alessandrino, Cirillo e Origene) ha contribuito non poco, come si è detto, alla creazione dell'immagine del druida, campione di libertà e depositario di arcani saperi, cara nel tempo a primitivisti, romantici, nazionalisti e neopagani celtisti.

### Le fonti celtiche
Seppure diversissime dalle fonti classiche e benché in larga misura incomprensibili agli stessi scrivani che le trascrissero nell'Alto medioevo, le antiche versioni in celtico, nonostante i limiti cui sopra si è accennato, non solo confermano l'importanza sociale del sacerdozio druidico, ma avvalorano le nostre conoscenze almeno in merito all'interpretazione degli auspici e alla trasmissione del sapere sacro e profano da parte dei druidi. Si tratta tanto di antichi racconti gallesi noti come mabinogi, quanto di leggende irlandesi raccolte nel Ciclo dell'Ulster e in quelli di Finn e di Artù, che, trasmessi oralmente per secoli e trascritti solo nell'XI secolo, lasciano intravedere, tra gli elementi di origine mitica e gli abbellimenti propri del genere epico, anche i riflessi del mondo celtico del V-VI secolo sopravvissuto alla romanizzazione: un mondo illetterato, primitivo e pagano in cui i druidi condividevano con i bardi ed altri sapienti un rango sociale inferiore soltanto alla nobiltà. Riveste di sicuro un certo interesse in tal senso un personaggio di primo piano del ciclo dell'Ulster, Cathbad: divenuto druida dopo essere stato il capo di una schiera di guerrieri, lo vediamo fungere da consigliere del re dell'Ulster (suo figlio Conchobar), prendere per primo la parola nelle riunioni, insegnare ai discepoli la sapienza tradizionale, consigliare i giovani guerrieri nella scelta delle armi, trarre gli auspici e prevedere il futuro, pronosticando il successo in guerra dell'eroe divino da lui insignito del nome onorifico di Cú Chulainn (cane da caccia di Culann), ma anche vaticinando il tragico destino dell'eroina Deirdre. Il dato più significativo che si può dedurre dagli antichi poemi irlandesi – come del resto dalle fonti agiografiche, come la Vita di san Patrizio, o dalle storie medievali come l'Historia Brittonum di Nennio – va però identificato nella progressiva relegazione, in un mondo ormai cristiano, del druida, declassato dal rango di sacerdote a quello di mago in grado di preparare pozioni dell'oblio, di levarsi in volo e di assoggettare al suo volere gli elementi della natura: non è quindi un caso che il termine irlandese moderno per "magia", draíocht, derivi attraverso l'irlandese antico druídecht da druí, antico irlandese per "mago" (plurale druid, si veda anche il gallese dryw, "veggente").

## Origine del nome
Le possibili origini etimologiche della parola druido sono molte e si dubita abbastanza che la parola possa essere antecedente alle lingue indoeuropee. Si pensa che la parola derivi dall'unione di due parole celtiche: "duir", che vuol dire quercia, e "vir", una parola che significa "saggezza". Plinio ci dà una prima etimologia della parola collegandola alla radice greca della parola quercia, nel libro che porta il titolo Storia Naturale (Naturalis Historia XVI, 249-251). "Orbene, quercia in gallico si dice dervo, daur in gaelico, derw in gallese." "la parola non può che risalire ad un antico celtico druwides che si può scomporre in dru, prefisso accrescitivo di valore superlativo (che si trova anche nel francese dru "folto", "fitto", "forte"). Cosa non del tutto arbitraria, considerato che i celti dell'odierna Francia avevano intensi rapporti culturali e commerciali con i greci della vicina città greca di Massalia (l'odierna Marsiglia), e usavano l'alfabeto greco per scrivere; aspetto testimoniato da Cesare nel capitolo 14 del VI libro del De bello Gallico. Ciò ha portato a supporre che druid- derivasse dal greco drus, quercia, e dal suffisso indoeuropoeo (e greco) -wid "sapere", "scienza", per cui il senso complessivo sarebbe "coloro che sanno per mezzo della quercia", "gli studiosi della quercia", (dal punto di vista religioso-simbolo). Una delle opinioni più diffuse cita "I druidi sono i molto veggenti o i molti sapienti, ciò che sembra conforme alle diverse funzioni loro attribuite" (J. Markale, il druidismo, Milano 1997).

## Ruolo sociale
La loro influenza era sia sociale sia religiosa. I druidi non possedevano solo un ruolo sacerdotale; spesso erano anche maestri, giudici e consiglieri del re. I druidi collegavano i celti con i loro numerosi dèi, erano responsabili del calendario lunare e guardiani del "sacro ordine naturale". Con l'arrivo del Cristianesimo in ogni regione, questi compiti furono assunti dal vescovo e/o dall'abate.
Del sistema di credenze amministrato dai druidi in epoca pre-cristiana, e del loro percorso di formazione, si hanno pochissime notizie. Non è tramandato infatti alcun resoconto diretto ed è anzi probabile che fonti simili non siano mai esistite, visto, a dire di Giulio Cesare, il particolare atteggiamento negativo dei druidi nei confronti della tradizione religiosa, una materia sottratta alla scrittura e affidata a un complesso sistema mnemonico in versi. Le uniche fonti scritte da un'epoca in cui il sistema religioso druidico era ancora vivo provengono dal mondo della storiografia greco-romana.
Da quel poco che conosciamo delle pratiche druidiche, esse appaiono profondamente legate alla tradizione e conservative, nel senso che i druidi custodivano gelosamente i loro segreti.
Ora è impossibile giudicare se questa riservatezza abbia avuto profonde radici storiche e sia stata generata nelle trasformazioni sociali di quel periodo, o se ci sia stata discontinuità con una innovazione importante nella religione druidica.
I druidi non erano tutti uguali. Oltre al capo supremo, cui accenna anche Cesare (6,13) l'intero collegio sacerdotale era diviso in tre diversi gradi: il livello superiore era formato dai druidi propriamente detti, ministri addetti al culto ed ai sacrifici, giudici e consiglieri dei nobili più potenti, definiti solitamente dai greci "filosofi"; quello intermedio da poeti cantori (o bardi), narratori di miti e tradizioni, che accompagnavano i soldati in guerra e celebravano le gesta di eroi; il livello inferiore era formato da semplici indovini, detti anche maghi, che si occupavano della parte materiale del culto e dei sacrifici, oltre che alla divinazione, e avevano cognizione di medicina ed astronomia. Si ha infine notizia di sacerdotesse druide.

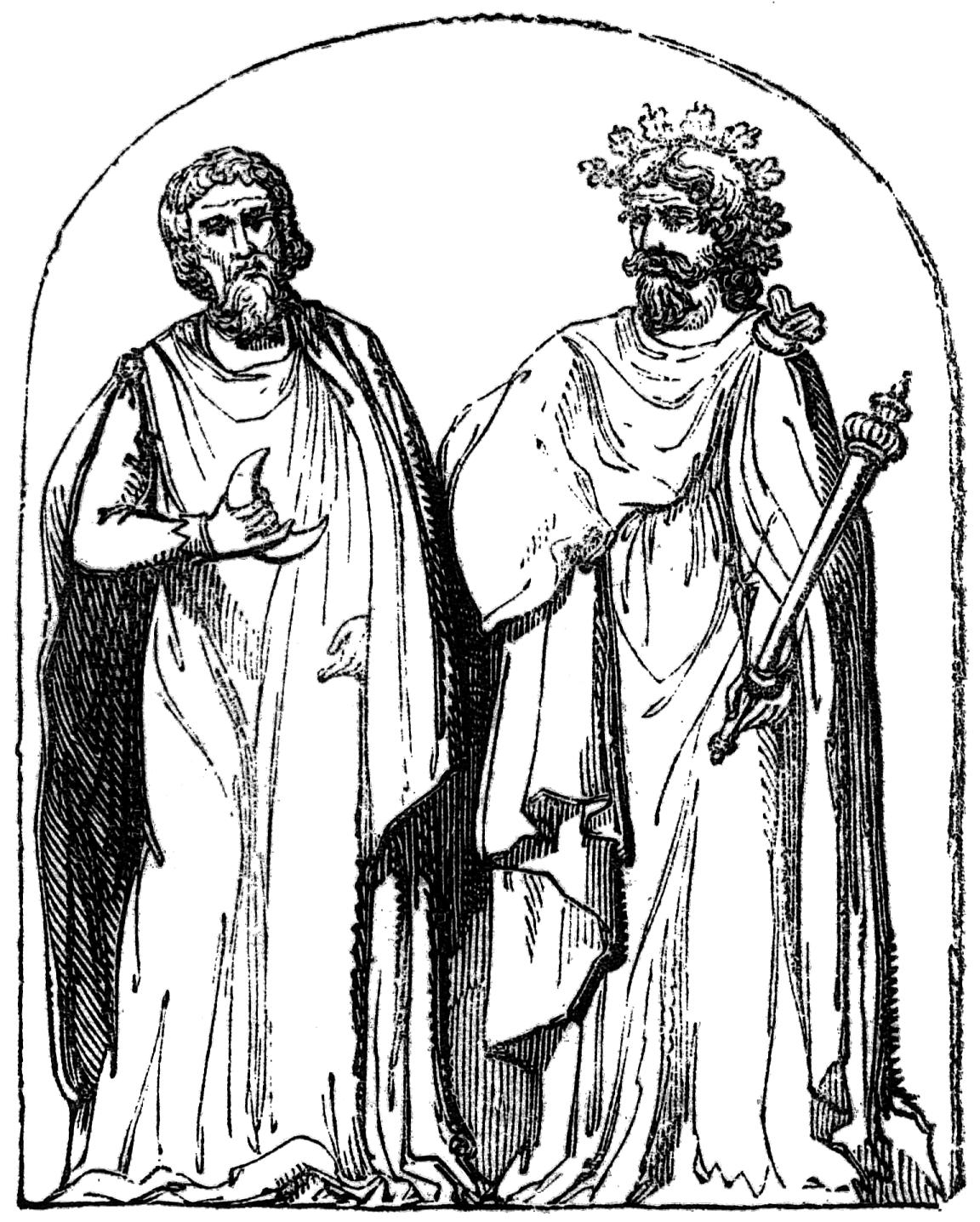
Due druidi in un'illustrazione ottocentesca

## Pratiche religiose dei druidi
Della letteratura orale druidica di canzoni sacre, formule per preghiere e incantesimi, regole per la divinazione e per la magia, non è sopravvissuto nulla, neppure in forma tradotta; non esiste neppure una leggenda che sia stata tramandata in una forma che potremmo chiamare druidica pura, ovvero senza modifiche e reinterpretazioni cristiane. A volte, i druidi effettuavano sacrifici umani per propiziare le divinità prima di una battaglia, o per leggere la volontà degli dei nel sangue che gocciolava. Parte della pratica religiosa tradizionale rurale può tuttavia ancora essere riconosciuta sotto la superficie della successiva interpretazione cristiana, e sopravvive in feste come Halloween, le bambole di granoturco e altri rituali legati al raccolto; nei miti di Puck o del woodwose (una sorta di Sasquatch), nelle credenze circa le piante gli animali "fortunati" e "sfortunati", e così via. Tuttavia, è sempre difficile identificare esattamente l'epoca e il contesto culturale a cui si devono far risalire tradizioni come queste, trasmesse oralmente.

### Notizie storiche dai romani
Nel De bello Gallico di Giulio Cesare si trova il più antico e completo resoconto circa i druidi. Cesare dedica ai druidi ben due capitoli del VI libro del De bello Gallico, il 13 e 14, per poi ritornare sull'argomento nei capitoli 16-18, a testimonianza dell'importanza e del ruolo sociale che questo collegio sacerdotale ricopriva nel mondo celtico. Cesare nota che gli uomini di rango in Gallia appartenevano alla classe dei druidi o a quella dei nobili, e che queste due categorie erano separate. I druidi costituivano una classe sacerdotale istruita, ed erano i guardiani delle antiche leggi non scritte; avevano il potere di giudicare, di scomunicare dalla società ed erano responsabili dell'educazione dei giovani. Non si trattava di una casta ereditaria; erano invece esonerati dal lavoro nei campi e dal pagamento delle tasse. Il corso di studio per un novizio era molto lungo. Tutto veniva insegnato oralmente, sebbene, a quanto riporta Cesare, i Galli avessero una lingua scritta (basata sui caratteri greci) usata per le questioni quotidiane. In effetti non esiste traccia di scritti druidici e per questo, secondo alcune fonti storiche questo tipo di cultura viene definita misterica. "Il punto essenziale della loro dottrina", scrive Cesare, "è che l'anima non muore, e che dopo la morte passa da un corpo all'altro" (vedi metempsicosi). Questo portò molti scrittori antichi a trarre la conclusione che i druidi siano stati influenzati dagli insegnamenti del filosofo greco Pitagora. Questa annotazione non viene accantonata dalla letteratura storica moderna, che la inserisce nel contesto dei profondi scambi culturali avuti dai Celti con le comunità italiote della Magna Grecia: 
(Venceslas Kruta, Mondo greco e mondo celtico: incontro di due culture)
Cesare (De bello Gallico, VI.18) nota anche che i Galli, seguendo l'insegnamento druidico, credevano in uno spirito guardiano della tribù, da cui tutti i Galli discendevano, che era anche dio dei morti: Cesare stesso lo assimila a Dis Pater. È probabile che un altro suo nome fosse Teutates. Dis Pater, divinità dell'abbondanza e dell'oltretomba, era a sua volta identificato al greco Ade.

## I druidi e Cesare
Cesare non fa menzione di rapporti avuti con i druidi o di loro interferenze nei suoi piani di conquista e di organizzazione della Gallia. E tuttavia sembra che le relazioni tra Cesare e i druidi, in un primo tempo neutrali, si siano guastate intorno al 54 a.C. e che essi siano divenuti gli animatori della rivolta antiromana del 52 a.C. La storiografia moderna è perlopiù concorde, sia pure con sfumature diverse e diverse motivazioni, nell'attribuire ai druidi sia l'ispirazione sia l'organizzazione della lotta di resistenza a Roma, lotta animata da un ideale di indipendenza politica, ma anche sentita come difesa della tradizione religiosa celtica.
Sul velo di silenzio steso da Cesare circa il ruolo dei druidi nelle vicende politico-militari di quegli anni sono state invece prospettate varie e spesso contrastanti interpretazioni. Qualcuno ritiene che la digressione etnografica del VI libro, in cui s'evidenzia l'importanza dei druidi nell'organizzazione sociale dei Celti, si configurasse come un vero e proprio pamphlet antidruidico; al contrario altri, giudicando i druidi estranei alla rivolta antiromana, pensano che Cesare, quando parla di loro nel VI libro, volesse quasi ricompensarli della loro neutralità. Altri ancora suppongono che Cesare intendesse attenuare le basi per una futura politica di concordia, quale sarebbe stata perseguita poi da Augusto.
Quest'ultima ipotesi suscita qualche perplessità, se si pensa che nel 51 Cesare stava ancora «tirando le somme della sua grande impresa e si apprestava alla guerra civile con Pompeo» e che dunque difficilmente poteva prefigurare le linee della futura politica romana in Gallia. La sua trattazione sui druidi nel VI libro e, soprattutto, il suo silenzio su di essi nel resto dei Commentarii si possono forse spiegare con una ragione interna, cioè con l'intento di togliere ai suoi avversari politici a Roma il pretesto di presentarlo come empio violatore di ogni norma e credenza religiosa. Molte voci, infatti, correvano sulla mancanza di pietas e di fides dell'epicureo Cesare e sulle sue presunte violazioni sacrileghe ed egli, passando sotto silenzio il ruolo dei druidi nell'opposizione gallica alla sua impresa, mirava sicuramente a cautelarsi contro gli attacchi dei suoi nemici interni ed a neutralizzare la loro propaganda militare.

## L'opinione di alcuni storici
Scrittori come Diodoro Siculo e Strabone, che conoscevano i druidi in modo più indiretto rispetto a Cesare, pensavano che la classe sacerdotale celtica includesse i druidi, i bardi e i vati (indovini).
Pomponio Mela è il primo autore a informarci che l'educazione dei druidi era segreta e si teneva in grotte e foreste. Sappiamo che alcune zone delle foreste erano sacre e che i romani e i cristiani, per combattere la religione druidica, usavano tagliarne gli alberi e bruciarli. Ai druidi si attribuiscono a volte anche pratiche legate ai sacrifici umani, sebbene questa informazione possa ricondursi alla propaganda romana. È invece accertato che i Galli facevano sacrifici umani, di solito a spese dei criminali.
La Bretagna era un quartier generale del druidismo, ma una volta all'anno un'assemblea generale dell'ordine si teneva nei territori dei Carnutes in Gallia.
Cicerone parla di indovini fra i Galli, noti come druidi; egli aveva personalmente conosciuto un certo Divitiacus del popolo degli Edui. Diodoro ci informa che affinché un sacrificio fosse efficace si richiedeva la presenza di un druido come intermediario fra uomini e dei. Prima di una battaglia, i druidi spesso si interponevano fra i due eserciti e cercavano di convincere i contendenti a rinunciare allo scontro.

## Un editto sui druidi
I druidi erano considerati essenzialmente non-romani: un editto di Augusto vietò ai cittadini romani di praticare riti druidici. In Strabone troviamo che sotto la dominazione romana i druidi erano ancora arbitri su questioni pubbliche e private, ma che non erano più autorizzati a giudicare casi di omicidio. Sotto il regno di Tiberio, i druidi furono soppressi con un decreto del Senato, ma questo editto dovette essere in seguito rinnovato da Claudio. Nei resoconti di Plinio, l'attività dei druidi è limitata alla pratica della medicina e della magia. Si dice anche che i druidi veneravano il vischio, e che boschetti di querce erano il loro rifugio preferito. Quando trovavano il vischio, un sacerdote vestito di bianco lo tagliava con un coltello dorato, e due tori bianchi venivano sacrificati nel luogo del ritrovamento.
Descrivendo l'attacco dei romani di Svetonio Paolino all'isola di Mona (Anglesey or Ynys Mon in gaelico), Tacito dice che i legionari furono terrorizzati dall'apparizione di una banda di druidi che, sollevando le mani al cielo, tuonarono terribili maledizioni sulla testa degli invasori. Il coraggio dei romani, tuttavia, ebbe la meglio sulla paura; i britanni furono messi in fuga; e i sacri boschi di Mona furono abbattuti.
Dopo il I secolo, i druidi sparirono dal continente, e i testi dell'epoca fanno riferimenti a questa casta solo in rare occasioni. Ausonio, per esempio, apostrofa il retorico Attius Patera dichiarandolo con disprezzo "discendente di druidi".

## La fine dei druidi
Se all'epoca di Cesare i druidi erano ancora nel pieno possesso della loro autorità e dignità, è anche vero che l'intero processo di romanizzazione della Gallia, dopo la sua conquista, portò ben presto alla scomparsa dell'antica religione celtica, con il conseguente indebolimento del prestigio dei druidi. Ritiratisi nelle loro scuole, furono poi perseguitati e soppressi dall'imperatore Claudio, che li considerava dei nazionalisti fanatici: sopravviveranno solo indovini, maghi, e ciarlatani, ma la loro arte verrà combattuta dal cristianesimo, in particolare in seguito all'affermazione di San Patrizio.

## Gli eredi dei druidi nelle Fiandre
Le popolazioni delle Fiandre e dei Paesi Bassi rimasero pagane fino a tutto il VII secolo, quando Sant'Eligio giunse in Frisia e le convertì al Cristianesimo. La Vita di Eligio, scritta dal suo contemporaneo e compagno Ouen, fornisce alcune immagini molto suggestive delle pratiche druidiche in quelle regioni. Ouen riporta infatti le ammonizioni che Eligio era solito rivolgere ai pagani delle Fiandre, denunciandone i costumi sacrileghi. Queste ammonizioni permettono di comprendere quali potevano essere le pratiche pagane alle quali Ouen e Eligio assistettero:

## Revival
Nel XVIII secolo, in Inghilterra e in Galles si è assistito a un revival druidico ispirato, fra gli altri, da John Aubrey, John Toland e William Stukely. Non ci sono invece prove sicure che William Blake fosse in qualche modo coinvolto in questa ondata di revival e potesse addirittura essere stato un Arcidruido. Aubrey è stato il primo scrittore moderno a legare Stonehenge ed altri monumenti megalitici con il druidismo, una imprecisione che ha influenzato l'idea comune del druidismo per la maggior parte del XX secolo. Modern Druidic groups have their roots in this revival, e some claim that Aubrey was an archdruid in possession of an uninterrupted tradition of Druidic knowledge, though Aubrey, an uninhibited collector of lore e gossip, never entered a corroborating word in his voluminous surviving notebooks. Toland was fascinated by Aubrey's Stonehenge theories, e wrote his own book, without crediting Aubrey. He has also been claimed as an Archdruid. The Ancient Druid Order claim that Toland held a gathering of Druids from all over Britain e Ireland in a London tavern, the Appletree, nel 1717. L'Antico Ordine dei Druidi fu fondato nel 1781, guidato da Henry Hurle e apparentemente incorporato nelle idee massoniche. Una figura centrale di quel periodo è stata Edward Williams, più noto come Iolo Morganwg: i suoi scritti, pubblicati postumi come I Manoscritti di Iolo (1848), e Barddas (1862), continuano ad influenzare il druidismo contemporaneo. Williams sosteneva di aver ottenuto il suo sapere ancestrale durante un "Gorsedd dei Bardi delle Isole Britanniche" che aveva ritrovato, ma negli anni settanta gli scritti preparatori di quel testo furono trovati fra le sue carte, dimostrando come anche quel testo fosse stato inventato di suo pugno.

## I Druidi nell'opera lirica
L'opera lirica Norma di Vincenzo Bellini ha per protagonista Norma, figlia del capo dei Druidi.

## I druidi oggi
Il Druidismo Moderno (Modern Druidism, Modern Druidry) è una continuazione del revival del XVIII secolo e si pensa dunque che abbia alcune connessioni con l'antica religione (se non molte). Il Druidismo Moderno comprende due branche: culturale e religiosa. I druidi orientati alla cultura tengono una competizione di poesia, letteratura e musica, nota come Eisteddfod tra le popolazioni di origine celtica (Gallesi, Irlandesi, della Cornovaglia, Bretoni, ecc). Il Druidismo religioso moderno è una forma di neopaganesimo costruita ampiamente intorno a testi prodotti nel XVIII secolo o successivamente, insieme alle rare fonti romane e alto-medievali.
Non è sempre facile distinguere tra le due branche, poiché gli ordini di Druidi orientati alla religione possono accettare membri di qualunque religione o non credenti, mentre gli ordini orientati alla cultura possono non indagare sulle credenze religiose dei loro membri. Entrambi i tipi di ordini druidici possono perciò contenere membri orientati alla religione e membri non orientati alla religione. Molti personaggi famosi in Gran Bretagna sono stati iniziati in ordini druidici, compreso Winston Churchill. Il caso di Churchill illustra la difficoltà di distinguere tra le due branche, dato che gli storici non sono nemmeno certi a quale ordine si sia unito, l'Antico Ordine dei Druidi o l'Antico e Archaeological Ordine dei Druidi, e a maggior ragione per quale motivi vi si sia affiliato.
Frammenti di un calendario lunare druidico incisi su una sfoglia di bronzo sono stati scoperti a Coligny in Francia nel 1897. Il "calendario di Coligny" ha generato interesse da allora (vedi link in calce).